# Hector Emmanuel Dubuquoy
Hector Emmanuel Dubuquoy, né à Éparcy (Aisne), le 23 novembre 1827, mort à Dijon, le 11 novembre 1893, inhumé à Avallon.

## Biographie
Colonel de cavalerie en retraite, commandeur de la Légion d'honneur, sorti de Saint-Cyr comme sous-lieutenant de cavalerie en 1848 ; il faisait, en 1855, la campagne de Crimée lorsqu'il fut nommé lieutenant au choix. Pendant la campagne d'Italie, il passa capitaine encore au choix, et en 1870 était promu major.
En 1877, il fut nommé lieutenant-colonel, et en 1881, il prenait comme colonel le commandement du 3e régiment de chasseurs d'Afrique. Décoré en 1866, il reçut la rosette d'officier de la Légion d'honneur en 1871 et était nommé commandeur en 1885.
Il comptait de nombreuses campagnes. Pendant la guerre de 1870, il servit à l'armée de la Loire comme chef d'escadron, et s'y distingua par sa bravoure, fut cité à l'ordre du jour dans divers combats : à Morée, à Conneré.
Il est cité par le général Chanzy dans son ouvrage l'Armée de la Loire.
Après sa retraite, il se retira à Dijon.